# Pristimantis ginesi
Pristimantis ginesi är en groddjursart som först beskrevs av Juan A. Rivero 1964.  Pristimantis ginesi ingår i släktet Pristimantis och familjen Strabomantidae. IUCN kategoriserar arten globalt som starkt hotad. Inga underarter finns listade i Catalogue of Life.